# مقدار اصلی کوشی
در ریاضیات مقدار اصلی کوشی (به انگلیسی: Cauchy principal value) که به نام آگوستین لویی کوشی نام‌گذاری شده‌است روشی برای مقدار دادن به انتگرال‌های ناسره‌ای که مقدار ندارند.

## فرمول‌بندی
بسته به نوع تکینگی در انتگرالده f, مقدار اصلی کوشی به یکی از شکل‌های زیر تعریف می‌شود.:
- عدد معین

{\displaystyle \lim _{\varepsilon \rightarrow 0+}\left[\int _{a}^{b-\varepsilon }f(x)\,\mathrm {d} x+\int _{b+\varepsilon }^{c}f(x)\,\mathrm {d} x\right]}
که در آن b نقطه‌ای است که رفتار تابع f بدین‌گونه است
{\displaystyle \int _{a}^{b}f(x)\,\mathrm {d} x=\pm \infty }
که برای هر a < b و
{\displaystyle \int _{b}^{c}f(x)\,\mathrm {d} x=\mp \infty }
و برای هر c > b
یا
- عدد معین

{\displaystyle \lim _{a\rightarrow \infty }\int _{-a}^{a}f(x)\,\mathrm {d} x}
که
{\displaystyle \int _{-\infty }^{0}f(x)\,\mathrm {d} x=\pm \infty }
و
{\displaystyle \int _{0}^{\infty }f(x)\,\mathrm {d} x=\mp \infty }
در بعضی موارد نیاز است که این دو حالت هر دو با هم بر انتگرال اثر داده شوند.
{\displaystyle \lim _{\varepsilon \rightarrow 0+}\left[\int _{b-{\frac {1}{\varepsilon }}}^{b-\varepsilon }f(x)\,\mathrm {d} x+\int _{b+\varepsilon }^{b+{\frac {1}{\varepsilon }}}f(x)\,\mathrm {d} x\right].}